# Plagiogyria assurgens
Plagiogyria assurgens là một loài dương xỉ thuộc họ Plagiogyriaceae. Đây là loài đặc hữu của Trung Quốc. Môi trường sống tự nhiên của chúng là rừng ẩm vùng đất thấp nhiệt đới hoặc cận nhiệt đới. Chúng hiện đang bị đe dọa vì mất môi trường sống.